# A.I.U.T.O.
A.I.U.T.O. è il secondo album in studio del gruppo rock italiano Sick Tamburo, pubblicato nel 2011.

## Tracce
1. In fondo al mare
2. La mia stanza
3. E so che sai che un giorno
4. Finché tu sei qua
5. La canzone del rumore
6. Si muore di AIDS nel 2023
7. Con le tue mani sporche
8. Magra
9. La danza
10. La mia mano sola
11. Televisione pericolosa
12. Aiuto tamburo